# Disevid
Disevid är en gård i Ödeshögs kommun (Heda socken), Östergötlands län.

## Historik
Gårdar inom socknen äro: Disevid
Disevid är en stor  gård med omfattning 1 3 /4 mantal vid Disaån i Heda socken, Lysings härad. 
Gårdens äldre öden  är mestadels okända men en gård Disevid tillbyttes  kronan av Karin Bjelke. År 1852 ägdes Disevid av herr T. Bergelin och överstelöjtnanten Jon Brogren. Därefter har egendomen tillhört kapten Fredrik Rosin.
Mangårdsbyggnaden är äldre, men ekonomihusen äro nybyggda. Disevid med underlydande består af 2 3/4 mantal skatte. Till egendomen hörde  en vattenkvarn byggd i sten med 3 par malstenar och grynverk, och väderkvarn med 2 par malstenar, tegelbruk, såg och tröskverk för vattenkraft.
Gårdens ägovidd var omkring 400 tunnland, varav 330 tunnland åker, 40 tunnland odlingsbar äng och betesmark. Återstoden utgöres dels av odlad mark och dels av bräntorvsvall i Dagsmosse. Vid gården ligger Diseveds kulle, en stor hög som troligen kommer från bronsåldern,